# Federação de Futebol de Nauru
A Federação de Futebol de Nauru (em inglês: Nauru Soccer Federation, ou NSA) é o órgão dirigente do futebol em Nauru. Ela é a responsável pela organização dos campeonatos disputados no país, bem como da Seleção Nacional, apesar de não poder disputar competições oficiais da FIFA e da OFC por não ser afiliada às mesmas.

## História
Em 2009, o Ministro do Esporte de Nauru, Rayong Itsimaera, indicou que a nação insular desejava se tornar membro da FIFA e a OFC queria aceitá-los como membro, mas havia desafios que os impediam de ingressar em ambas as entidades. Nessa época, a Federação de Futebol de Nauru teria solicitado a adesão à OFC e à FIFA, mas foi negada, provavelmente devido à falta de infraestrutura e sistema de liga.
Quando a OFC se reuniu em 2011 para discutir e planejar a Conferência da Juventude e Esportes do Pacífico de 2013, a delegação de Nauru compareceu junto com representantes de outras treze associações de futebol do Pacífico. Numa edição de dezembro de 2014 do The Blizzard-The Football Quarterly foi noticiado que a associação existia e o então presidente indicou que uma equipa nauruana praticava no campo de golfe da ilha.
Quando o vanuatuense Lambert Maltock foi eleito presidente da OFC em 2019, a confederação indicou que os fundos estavam disponíveis para Nauru assim que a associação tivesse planos firmes para desenvolver o esporte na ilha. A Associação de Futebol de Nauru foi formalmente criada em 2018. Em 2020, a associação estava começando a organizar torneios de futebol e outras atividades de desenvolvimento na ilha mais uma vez, mas o progresso foi retardado pela pandemia de COVID-19 no final daquele ano. Em março de 2021, foi anunciado que o governo da Austrália estava financiando uma série de programas esportivos em Nauru, incluindo o Programa Just Play da OFC.
A federação foi relançada como Federação de Futebol de Nauru em 2023 sob a tutela do Comitê Olímpico Nacional de Nauru com o objetivo de criar uma cultura de futebol de base, formando sua primeira seleção nacional e, eventualmente, ingressando na Confederação de Futebol da Oceania e na FIFA. Em dezembro de 2023, Charlie Pomroy foi anunciado como técnico da seleção nacional, enquanto Gareth Johnson, Diretor de Futebol do Angkor City, clube da Liga 2 do Camboja, ingressou como Chefe da Federação. Também se juntou ao projeto Paul Watson. O nativo de Nauru, Kaz Cain, serviu como presidente.
Em 14 de março de 2024, o ex-atacante da Premier League Dave Kitson foi anunciado como técnico da seleção nacional de Nauru e embaixador internacional.